# Abbaye de Kemnade
 (juin 2024).
L’abbaye de Kemnade est une ancienne abbaye bénédictine à Kemnade, devenu un quartier de Bodenwerder.

## Histoire
Le couvent est fondé vers 960 par deux filles du comte Wichman II (mort le 22 septembre 967), Frederuna (mort en 1025) et Irma. Frederuna devient la première abbesse. Grâce à l'héritage des sœurs, le monastère possède une grande richesse : Dölme, Grave, Hehlen, Heyen, Hohe, Linse, Halle, Lüerdissen, Rühle, Forst, Börry, Tündern, Ohr, Esperde, Latferde, Grohnde, Hajen, Pegestorf et Bodenwerder.
Les hauts huissiers de l'Abbaye de Corvey appartiennent à la maison de Northeim (de). Afin de renforcer sa position de pouvoir et son influence sur les possessions de l'abbaye de Corvey, le dernier Northeim, le comte Siegfried IV de Boyneburg (de), fait élire son frère Henri comme abbé de Corvey et sa sœur Judith (de) comme abbesse de Kemnade en 1143. Le comte Volkwin II de Schwalenberg (de) avait tenté en vain de nommer sa nièce abbesse. Après la mort de Siegfried en 1144, les droits de bailliage de l'abbaye de Corvey passent à Hermann II de Winzenbourg.
Lorsque le couvent tombe en discrédit pendant le mandat de Judith, le pape Eugène III la fait remplacer par le roi germano-romain Conrad III de Hohenstaufen. En 1147, Conrad III fait don des abbayes de Fischbeck (de) et de Kemnade à l'abbaye bénédictine de Corvey, et Kemnade devient un monastère jusqu'en 1168. Elle est ensuite vide pendant 25 ans. En 1542, le monastère est dissout. Le monastère revient à Corvey en 1592 à la suite d'une décision de la Chambre impériale. Le dernier prévôt, Christophe d'Esleve (de), se marie et se convertit au protestantisme. La propriété revient à Frédéric-Ulrich de Brunswick-Wolfenbüttel, qui ensuite la cède en garantie à Christophe d'Esleve. Il y a de longues disputes sur les droits, mais la commune reste sous la suzeraineté de la maison de Brunswick.
De l'ancien monastère, il ne reste que l'église abbatiale et un bâtiment considérablement modifié et maintenant utilisé comme bâtiment d'habitation. Au nord de l'église se trouvent les vestiges de l'église du village de St. Dionysius.
L'église romane Sainte-Marie, encore existante, encastrée dans un ensemble de maisons à colombages et les vestiges de l'église du village, fut consacrée en 1046. Notamment le baron de Münchhausen est enterré dans la crypte familiale de l'église. Le sarcophage du comte Siegfried de Homburg (de), décédé en 1380, fut conservé.